# Jo. Harbort

Jo. Harbort (2014)

Jo. Harbort (* 1951 in Oschersleben (Bode); gebürtig Joachim Harbort) ist ein deutscher Künstler. Er lebt in Zwickau und arbeitet vorwiegend als Bildhauer mit dem Material Holz, aber auch mit Stein oder Eis.

## Leben
Harbort kam früh mit der Schnitzkunst in Berührung. 1969 schloss er eine Holzbildhauerlehre ab, von 1970 bis 1975 studierte er an der Hochschule für Bildende Künste Dresden. Seit 1976 arbeitet er als freischaffender Künstler, insbesondere in Zwickau und auf Hiddensee. Er nahm mehrfach an den Eisfestivals in Kanada teil und erschuf auch Eisskulpturen in Japan.
Er ist der Bruder der Schauspielerin und Regisseurin Christine Harbort und der Neffe des Dirigenten Kurt Masur.

## Werke
- Bierbrauerbrunnen in der Zwickauer Katharinenstraße. Eine gleichartige Bronzeplastik schenkte die Stadt Zwickau ihrer Partnerstadt Dortmund.
- Brunnen der Freundschaft am Schumannplatz in Zwickau
- Spielplätze auf Hiddensee
- Weihnachtskrippe mit lebensgroßen Figuren, vom 5. Dezember 2010 bis 2. Februar 2011 im Pantheon Rom ausgestellt, ansonsten Bestandteil des jährlichen Zwickauer Weihnachtsmarktes
- Bergarbeiter-Denkmal auf dem Muldeparadies in Zwickau
- Bierfahrer-Plastik im Ernst-Thälmann-Park in Berlin-Prenzlauer Berg

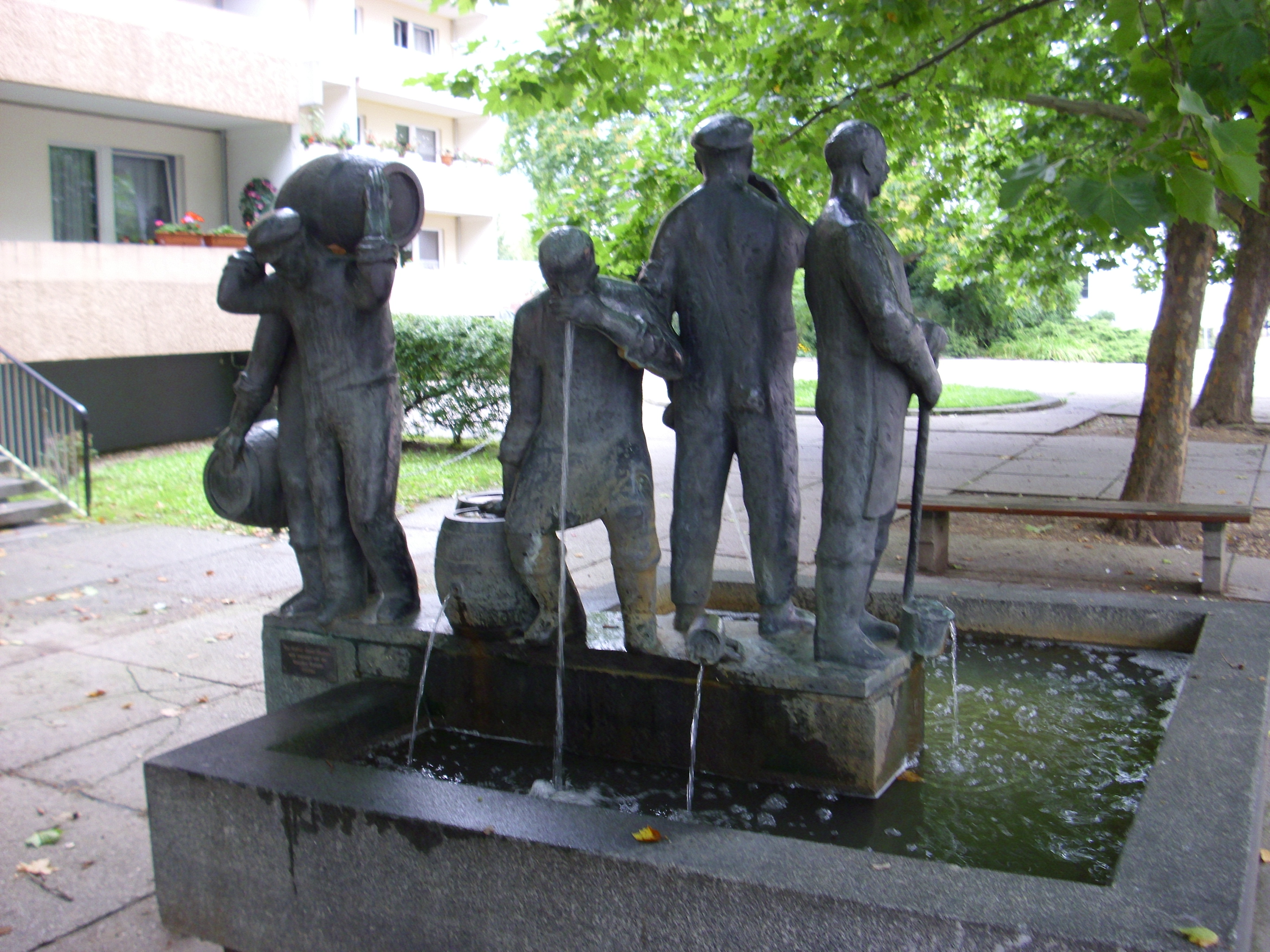
Der Bierbrauerbrunnen von Joachim Harbort (1984) in der Zwickauer Katharinenstraße
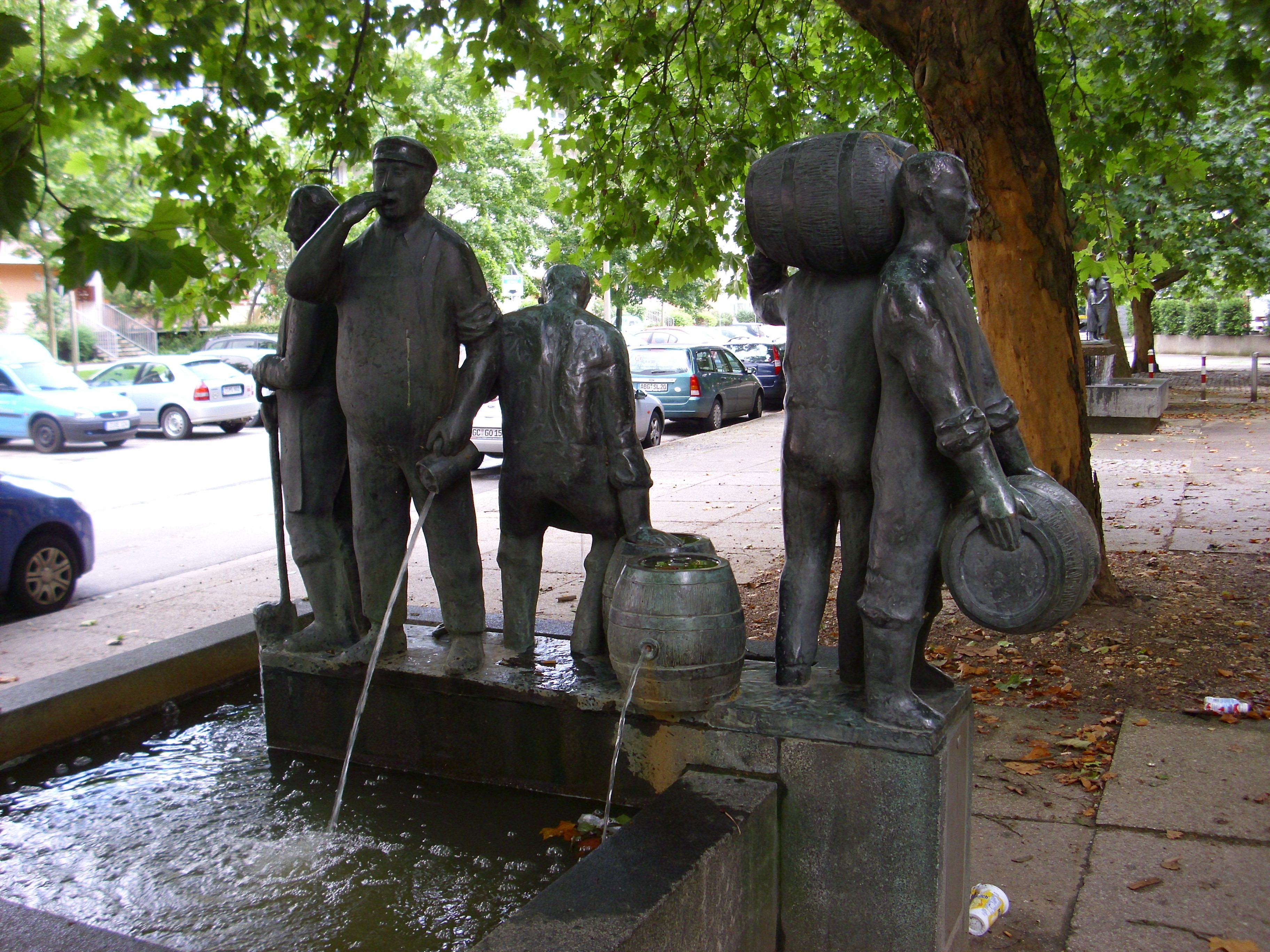
Der Bierbrauerbrunnen in der Nordansicht
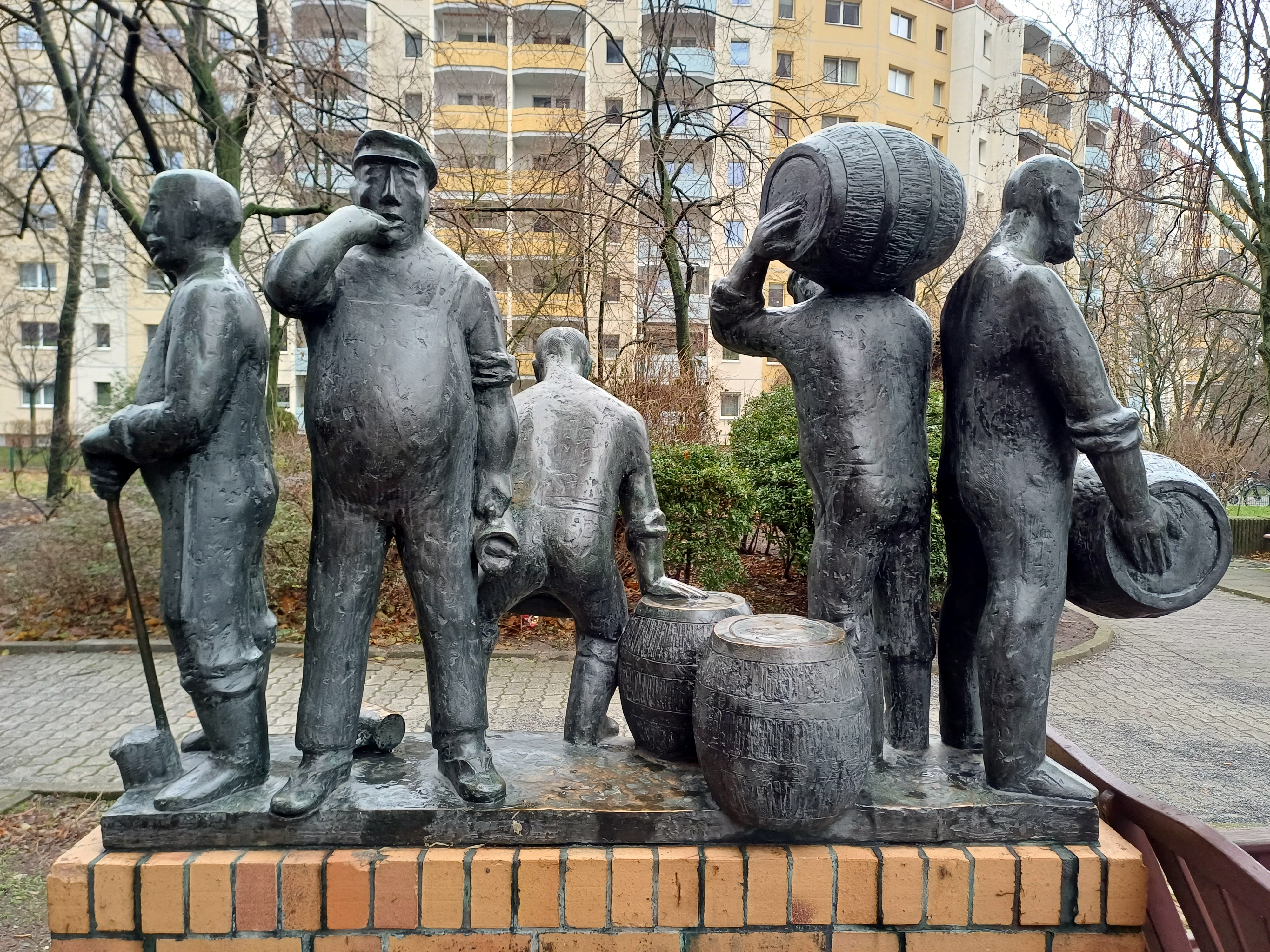
Bierfahrer (1986) in Berlin-Prenzlauer Berg